# ボブ・ファン・アスペレン
ボブ・ファン・アスペレン（Bob van Asperen, *1947年10月8日 アムステルダム - ）は、オランダのチェンバロ奏者・オルガン奏者・指揮者。

## 経歴
アムステルダム音楽院にてグスタフ・レオンハルトに師事した後、国際的な演奏活動に取り掛かる。オトテール四重奏団やラ・プティット・バンドの一員であるとともに、古楽器オーケストラ「メラント81」（Melante '81）の設立者でもある。1988年にアムステルダム・スウェーリンク音楽院の教授に就任し、門人にピーター＝ヤン・ベルダーらがいる。

## 演奏・録音
主要なレパートリーに、ジョン・ブルやヤン・ピーテルスゾーン・スウェーリンク、アントニ・ファン・ノールトがあり、録音数も数多い。とりわけバッハのクラヴィーア曲の解釈で名高い。